# ねとらじ
ねとらじとは、かつて存在したFC2が提供するインターネットラジオを聴取・配信できるネットサービスの名称。この場合は「インターネットラジオ」の略称ではなく、サービスの名称である。

## 概要
2008年3月現在の当該サイトの記載、仕様に基づく概要である。
ストリーミング技術を使用した配信による音声の再生に支障のないスペックのパソコンを所持し、インターネットに接続されていれば、会員登録を行うことなく、サイト上で配信されている放送を聴取できる。また「ねとらじライブ」にあっては、oddcast等の音声配信用ソフトウェアが支障なく動作し、音声の録音機能が動作するサウンドカードが装備されている等の、配信に足るスペックを満たしたパソコンから、指定されたストリーミングサーバに接続することによって、生放送形式での利用者による音声配信が可能である。サービスは無料で利用者に提供されている。ライブドアの下での運営当時、当該企業は明言していないが、運営会社ライブドアの企業メセナともいえる事業になっていた。
また、サイトではInternet Ladio というスペルのロゴ等が使用されているが、これはねとらじの前身である“らじちゃんねる”時代に radio.net というドメイン名が取得できなかったため、ladio.net というドメイン名で運営されていたことの名残であり、スペルミスではない。

## 歴史
2001年12月31日に「らじちゃんねる」という名称のインターネットラジオサイトが誕生、名称が2ちゃんねるっぽいという利用者の意見から、管理人が新たな名称を募り、管理人独自の判断で2002年5月5日に「ねとらじ」と名称を変更する。このころは、ダイフクと名乗る管理人が個人的に設置したサーバを使っていた。その為、自由度は非常に高いものの、人気DJの放送が集中するとサーバが頻繁に落ちてしまうという問題を抱えていた。それでも、多くの人気DJや「シャッフル企画」（DJが他のDJの放送形態、喋り方などを意図的にまねして放送する企画）や「クリスマスソング企画」（DJの有志によってクリスマスソングを作曲・作詞、演奏する企画）などの人気企画も登場した。
しかし、2004年10月25日にねとらじの全てのデータがライブドアに委譲され、2005年2月4日にライブドア仕様のサイトデザインにリニューアル。名称も「livedoorねとらじ」になった。同年4月25日にポッドキャスティングサービスを開始した。同サービスを利用した「ラジオNIKKEI」の番組コンテンツの配信も開始された。
2005年6月にフジテレビ系列の情報番組『とくダネ!』で紹介され、多くの主婦DJが誕生したといわれる。同年12月30日、ねとらじとニッポン放送の共同企画「オールナイトニッポンR特別番組『ねとらじのツボを探せ！ねとらじアワード～』」が全国9局ネットで放送され、ねとらじ管理人のダイフク、ねとらじで番組を持っていたモーリー・ロバートソンが出演した。
2011年8月31日に元の運営者が設立した「株式会社ねとらじ」に譲渡され、livedoorが名称から取れた。
2014年8月5日にFC2がねとらじを譲り受け、「FC2ねとらじ」として運営を開始した。
2024年9月3日24時(2024年9月4日0時)にサービスが終了する旨の発表が公式サイトよりあった。予定通りFC2LIVEに吸収統合される形でサービスを終了した。

## 著作権問題
2010年5月12日、「livedoorねとらじ」を利用して開設されたラジオ番組内でJASRAC管理楽曲の音楽ファイルを違法にライブストリーム配信していたとして、ラジオ番組の運営者が著作権法違反（公衆送信権侵害）の疑いで逮捕されたことが発表された。インターネットラジオのようなストリーム配信型の違法音楽配信で、著作権法違反の疑いで逮捕者が出たのは初であった。

## 主なねとらじDJ
- コレコレ
- さつき が てんこもり
- 永井先生[13]
- まこと
- モーリー・ロバートソン
- もこう
- 風理